# Batalha da Grécia

Mapa da invasão da Grécia, em 1941.

A Batalha da Grécia (chamada Operação Marita, em alemão:  Unternehmen Marita) é o nome comum utilizado para a invasão por parte da Alemanha Nazista e da Itália Fascista contra a Grécia, apoiada pelas forças Aliadas, em abril de 1941, no contexto da Segunda Guerra Mundial.
Em outubro de 1940, foi iniciada a Guerra Greco-Italiana, com os gregos repelindo o ataque inicial dos italianos e partindo então para o contra-ataque em março de 1941. Adolf Hitler, que naquele momento estava preocupado com o planejamento da invasão da União Soviética, se viu obrigado a intervir e ajudar Mussolini antes que a situação ficasse ruim demais para ele, garantindo, ao mesmo tempo, seu flanco sul. A invasão alemã em larga escala começou em abril, com a chamada Operação Marita, enquanto o exército grego estava ocupado na fronteira com a Albânia (na época, um protetorado italiano). Tropas alemãs invadiram a partir da Bulgária, abrindo uma segunda frente. Os gregos receberam apoio e reforços, ainda que limitados, do Reino Unido, Austrália e Nova Zelândia. Atacados por dois lados, pelos italianos e alemães, as forças gregas se viram em grande desvantagem, em termos de números e recursos. A chamada Linha Metaxas, no norte do país, não conseguiu cumprir seu papel de defender a fronteira búlgara e logo sucumbiu aos ataques alemães, que então se moveram para flanquear as defesas gregas na fronteira albanesa, forçando-os a se render. As forças britânicas, australianas e neozelandesas foram superadas e tiveram de recuar, sendo eventualmente forçadas a evacuar. Por vários dias, os Aliados conseguiram deter os alemães na região de Termópilas, dando tempo para a marinha britânica organizar uma retirada da Grécia. O exército alemão chegou em Atenas a 27 de abril e ao sul da Grécia em 30 de abril, capturando 7 000 britânicos, australianos e neozelandeses e encerrando a invasão com uma batalha decisiva. A 1 de junho, toda a Grécia continental já havia sido ocupada, com a conquista completa do território grego vindo com a queda de Creta, um mês depois. Tropas alemãs, italianas e búlgaras passaram a ocupar a Grécia, negando aos Aliados uma importante base no Mediterrâneo.
Adolf Hitler mais tarde culparia o fracasso da invasão da União Soviética no malsucedido ataque de Mussolini contra a Grécia. A teoria é de que a invasão grega atrasou os planos alemães para o ataque contra os Soviéticos, distraindo os nazistas dos seus objetivos. Contudo, a maioria dos historiadores rejeitam esta conclusão, afirmando que Hitler queria culpar seus aliados italianos por seus próprios erros e fracassos. Ainda assim, a Batalha da Grécia teve consequências sérias para o esforço de guerra do Eixo na Campanha Norte-Africana. Para Enno von Rintelen, o attaché militar alemão em Roma, do ponto de vista militar dos alemães, o maior erro estratégico não foi a luta na Grécia, mas sim a não tomada de Malta, que continuou a ser um importuno para as forças alemãs na África e no Mediterrâneo.